# 대정익찬회
대정익찬회(일본어: 大政翼賛会 타이세이요쿠산카이[*])는 1940년(쇼와 15년) 10월 12일부터 1945년(쇼와 20년) 6월 13일까지 존재하였던 일본 제국의 관제 국민통합 단일기구이다. 1940년 무렵부터 고노에 후미마로(近衛文麿)를 중심으로 거국정치 체제를 목표로 한 신체제운동(新體制運動)이 계획되고 있었다. 1940년 7월 22일 제2차 고노에 내각이 성립하자, 각 정당들이 해체되어 무정당 시대를 맞게되었다. 그 결과 10월에 군부·관료·정당·우익 등을 망라한 대정익찬회를 결성하게 된다. 본래 의도는 제2차 세계 대전 중에 정치력을 결집하여 고도의 국방국가의 건설을 목표로 하였지만, 경제신체제안을 작성한 관료가 체포되는 사태가 발생하면서 신체제운동은 정신운동으로 전환되었다. 이후 군부가 주도권을 장악하고 대정익찬회는 행정보조기관으로 전락함과 동시에 일본 파시즘은 실질적으론 끝이 난다.
대정익찬회에서 '대정(大政)'은 천하국가의 정치, "천황 폐하가 몸소 베푸는 정치"를 의미하는 미칭(美稱)이며, '익찬(翼賛)'은 힘을 보태어 거듦을 이르는 말이다.

## 개요

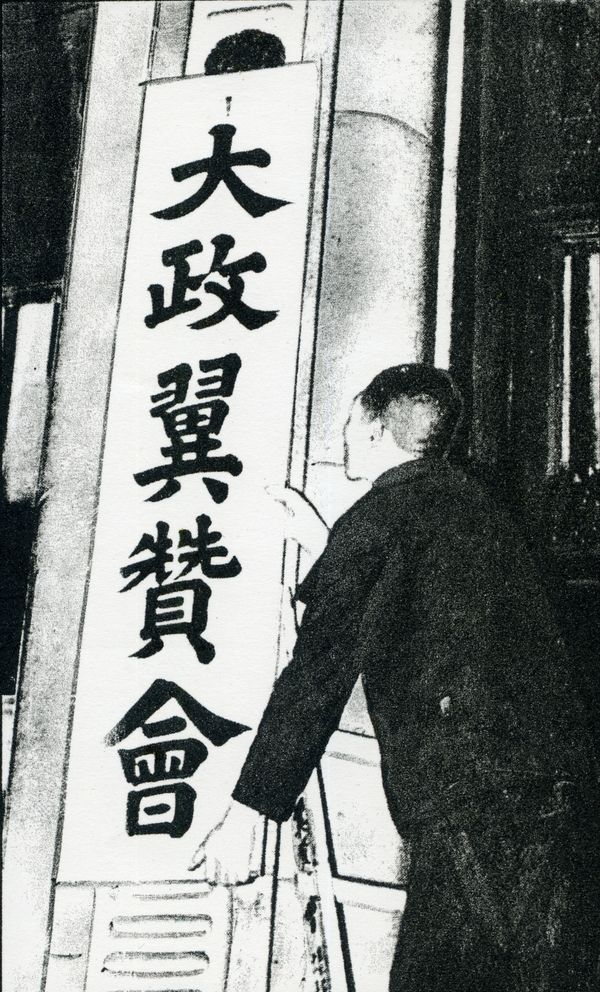
대정익찬회의 발족

내각총리대신 고노에 후미마로를 중심으로 국가 체제의 쇄신을 요구하는 혁신파를 총결집시켜 신당을 결성하려는 구상은 비교적 일찍부터 검토되었다. 1938년 국가총동원법이 중의원의 기성 정당의 반대로 폐기되기 직전에 몰렸을 때, 아리마 요리야스(有馬頼寧) 농림대신·오타니 손유(大谷尊由) 탁무대신은 고노에를 당수로 한 신당을 만들어 중의원을 해산하고 총선거를 행하는 것을 검토하였지만, 신당에 의해 당이 붕괴되는 것을 우려한 정우회(政友会)·민정당(民政党)이 찬성으로 선회하여 법안이 성립했기 때문에 신당의 필요성이 없어졌고 일단 계획은 백지화되었다.
고노에의 총리 사임 이후, 제2차 세계 대전이 시작되어 국제 정세가 긴박하게 진행되자 일본도 강력한 지도 체제를 형성할 필요가 있다는 신체제운동이 일어났고, 그 맹주로서 명문 출신이며 인기와 명성도 높았던 고노에에 대한 기대가 높아졌다. 기성 정당측에서도 고노에에 대항하는 것보다 신체제에 참가하여 유리한 입장을 차지해야 한다고 하는 의견이 높아졌다. 민정당 총재 마치다 주지(町田忠治)와 정우회 정통파의 하토야마 이치로가 은밀히 협의하여 양당이 합동하는 반고노에 신당을 구상하였다. 하지만 민정당에서는 나가이 류타로(永井柳太郎)가 당의 해산론을 주창하였고, 정우회 정통파의 총재 구하라 후사노스케(久原房之助)도 요나이(米内) 내각의 총사직에 가담하여 고노에의 수상으로의 재등장을 공언하였기 때문에 합동 구상은 실패로 끝났으며, 민정당·정우회 양파(정통파·혁신파)는 당을 해산하는 쪽으로 기운다.
고노에도 제3차 고노에 내각의 성립 이후에 이와 같은 기대에 부응할 수 있도록 신체제를 담당할 일국일당 조직의 구상에 착수한다. 당시 고노에의 브레인인 고토 류노스케(後藤隆之助)가 주재하는, 고노에도 참가하고 있던 정책연구단체 쇼와연구회(昭和研究会)가 동아협동체론이나 신체제운동 촉진 등을 주창하고 있었다. 구상의 결과로서 대정익찬회가 발족되어 국민동원체제의 핵심 조직이 된다. 총재는 내각총리대신이 맡았으며, 중앙 본부 사무국 아래에 하부 조직으로 도부현 지부, 대도시 지부, 시구정촌 지부, 정내회, 부락회 등이 설치된다. 본부는 도쿄회관(東京會舘)에 설치되었다.
1940년, 결사가 금지되고 있던 근로국민당(勤労国民党)이나 우익 정당인 동방회(東方会)를 제외한 모든 정당이 자발적으로 해산하여 대정익찬회에 합류하고 있었다. 쇼와연구회도 대정익찬회에 발전적으로 해소한다는 명목으로 1940년 11월에 해산하였다. 의회 내의 파벌은 존속하였지만 정치 활동은 하지 못하고, 관련 단체인 익찬의원동맹 등이 정치 활동을 하였다. 해산한 각 정당이나 내무성 등도 대정익찬회의 주도권을 잡기 위해 협력적인 자세를 취하였다.
대정익찬회를 중심으로 태평양 전쟁하에서의 군부의 방침을 추인하여 지원하는 체제를 익찬체제라고 한다. 1942년 4월 30일에 실시된 제21회 중의원 의원 총선거에서는 익찬정치체제협의회(익협)가 결성되어 466명(정원과 동수)의 후보자를 추천하여, 전 의석의 81.8%에 해당하는 381명이 당선되었다.
1942년 6월 23일에는 대일본산업보국회·농업보국연맹·상업보국회·일본해운보국단·대일본부인회·대일본청소년단의 여섯 단체를 산하에 통합하였다. 그 후, 1945년 3월에 조직의 일부가 익찬정치회를 개편한 대일본정치회와 통합되었고, 6월에 본토 결전에 대비한 국민의용대 결성으로 해산하게 된다. 그러나 이것은 정부 수뇌와 군부에 의한 무리한 통폐합이었기 때문에, 이에 반발한 익찬정치회의 일부가 호국동지회 등을 결성하여 군부와 연결된 대일본정치회에 대항하는 혼란을 초래하였고 수습이 되지 않은 채 일본은 종전을 맞이하게 된다.

## 특징
대정익찬회가 정당인가 아닌가의 의문은 탄생 당시부터 존재하였다. 일국일당의 강력한 정치 체제를 목표로 한다는 주장은 국가사회주의 독일 노동자당, 국가 파시스트당을 이상적 형태로 생각하는 세력에서 자주 말해졌지만, 이와는 반대로 대일본제국헌법은 천황 친정을 취지로 하는 것이며, 수상을 지도자로 한 일국일당 조직은 국체에 반한다는 입장(이른바 관념 우익)으로부터의 막정비판론이 존재하였다.
이와 같은 대립은 설립 과정에서 충분히 해소되지 않았고, 1940년 10월 12일 대정익찬회의 발회식에서는 정치 조직이면 당연 있어야 할 강령·선언을 내각총리대신이며 익찬회 총재인 고노에 후미마로는 발표하지 않았다. 그 후에도 대정익찬회 위헌론은 잦아들지 않고, 1941년 1월에 열린 제76제국의회 및 2월 6일의 귀족원 예산총회에서 고노에는 현 상태의 대정익찬회가 헌법적 문제가 있다는 것을 사실상 인정하였다. 정치 결사로서의 대정익찬회를 반대하던 내무대신 히라누마 기이치로(平沼騏一郎, 전 내각총리대신)도 치안경찰법상의 정치 결사는 아니고 공사 결사라고 선언하였고, 이에 따라 정치 활동이 금지된다.
동년 4월 1일에 혁신파의 반대에도 익찬회의 개혁안이 제시되었고, 정치단체화를 목표로 하고 있던 고노에의 측근 아리마 요리야스가 사무총장을 사임하는 등, 점차 성격이 정부 시책을 측면에서 협력해 나가는 보완적·행정조직적인 것으로 축소되어 갔다. 그리고 총재를 내각총리대신이, 도부현 지부장을 도부현 지사가 각각 겸임하게 되었다. 대정 익찬회의 실상은 나치스와 같은 독재정당과는 약간 다른 양상을 나타내는 조직이었다.

## 역대 총재
1. 고노에 후미마로(近衛文麿) 1940년 10월 12일 - 1941년 10월 18일
2. 도조 히데키(東條英機) 1941년 10월 18일 - 1944년 7월 22일
3. 고이소 구니아키(小磯国昭) 1944년 7월 22일 - 1945년 4월 7일
4. 스즈키 간타로(鈴木貫太郎) 1945년 4월 7일 - 1945년 6월 13일

## 역대 부총재
1. 야나가와 헤이스케(柳川平助) : 1941년 3월 28일 ~ 1941년 10월 22일
2. 안도 기사부로(安藤紀三郎) : 1941년 10월 22일 ~ 1943년 4월 20일
3. 고토 후미오(後藤文夫) : 1943년 4월 21일 ~ 1944년 7월 22일
4. 오가타 다케토라(緒方竹虎) : 1944년 7월 22일 ~ 1945년 6월 13일

## 역대 사무총장
1. 아리마 요리야스(有馬頼寧) : 1940년 10월 12일 ~ 1941년 3월 27일
2. 이시와다 쇼타로(石渡荘太郎) : 1941년 3월 29일 ~ 1941년 10월 22일
3. 요코야마 스케나리(横山助成) : 1941년 10월 28일 ~ 1942년 6월 15일
4. 고토 후미오(後藤文夫) : 1942년 6월 15일 ~ 1943년 6월 2일
5. 마루야마 쓰루키치(丸山鶴吉) : 1943년 6월 2일 ~ 1944년 2월 25일
6. (取扱) 고토 후미오(後藤文夫) : 1944년 2월 25일 ~ 1944년 3월 18일
7. 오바타 다다요시(小畑忠良) : 1944년 3월 18일 ~ 1944년 7월 22일
8. 안도 교시로(安藤狂四郎) : 1944년 7월 22일 ~ 1945년 6월 13일

## 참고 문헌
- 杉森久英, 《大政翼賛会前後》, ちくま文庫, 2007년.
- 酒井三郎, 《昭和研究会 ある知識人集団の軌跡》, 講談社文庫, 1992년.
- 秦郁彦 編, 《日本官僚制総合事典:1868 - 2000》, 東京大学出版会, 2001년.

## 같이 보기
- 흑룡회
- 겐요샤(현양사)
- 전체주의
- 일본회의
- 치안유지법
- 국가 총동원법
- 만주국 협화회
- 도쿠토미 소호
- 대일본언론보국회
- 미시마 유키오
  - 일수회
- 국가 사회주의 독일 노동자당
- 국가파시스트당